# Битва під Геттісбергом
Би́тва під Геттісб́ергом (англ. Battle of Gettysburg) — битва, що відбувалась 1—3 липня 1863 року в околицях Геттісберга. Найкровопролитніша битва Громадянської війни в США. Війська США під командування Джорджа Міда відбили атаки конфедератів і змусили їх відступити за річку Потомак.

## Передісторія
Після перемоги в битві під Чанселорсвіллом армія конфедератів під командуванням Роберта Лі отримала можливість вдруге вторгнутися на територію США, розпочавши цим Геттісбурзьку кампанію. Метою походу було захопити стратегічну ініціативу, ослабити тиск на розорену війною північну Вірджинію, створити загрозу для Філадельфії і змусити політиків із Північних штатів розпочати мирні переговори. Потомакська армія США під командуванням Гукера виступила назустріч. Однак за три дні до битви він був відсторонений від командування Потомакською армією. На його місце призначили Джорджа Гордона Міда.

## Сили сторін

### Армія Конфедерації
Армія Конфедерації складалась із трьох корпусів, що в свою чергу складались разом із 10 піхотних і однієї кавалерійської дивізій (приблизно 72 тис. осіб).

### Армія Союзу
Армія Союзу складалась із 7 піхотних і одного кавалерійського корпуса (в сумі 20 дивізій; приблизно 94 тис. осіб).

## Битва

Геттісбергська кампанія.
Червоним позначені війська конфедератів, синім — війська США

Вранці 1 липня підрозділи федеральної кавалерійської дивізії генерала Джона Б'юфорда зайняли висоти на захід від Геттісберга і встановили там свої пікети. О 7:30 ранку із частинами Б'юфорда зіткнулися передові загони дивізії конфедератів генерала Генрі Хета. Хет атакував противника і цим самим почав битву при Геттісберзі. Пікети федералів почали відходити і тому Б'юфорд послав гінця до командира 1-го армійського корпусу генерала Джона Фултона Рейнольдса, щоб той надав допомогу. 
Хоча генерал Рейнольдс не очікував битви у цей день, він все ж повів свій корпус на допомогу кавалерії Б'юфорда. Прибувши до Геттісберга він обговорив ситуацію з Б'юфордом і вирішив дати бій. Також Рейнольдс повідомив генерала Міда про атаку конфедератів. Проте вже незабаром у ході бою Рейнольдс був смертельно поранений у шию і корпус очолив генерал Ебнер Даблдей. 
Протягом першого дня битви війська Конфедерації змогли відтіснити противника за Геттісберг. Втрати конфедератів становили близько 6 тис., тоді як втрати федеральних військ — близько 9 тис. Таким чином генерал Роберт Лі досягнув значного успіху, який спробував розвинути наступного дня (також на його рішення продовжити наступ вплинула недостатня поінформованість щодо сил противника).
Протягом другого дня битви війська Конфедерації під командуванням Лі завдали противнику потужних флангових ударів. Втрати США перевищили втрати Конфедерації (США — приблизно 10 тис., Конфедерація — 6800 людей), однак поставлених цілей генерал Лі не досягнув.
3 липня командування Конфедерації, переоцінивши свої наступальні можливості, починає повномасштабну лобову атаку лівого флангу федеральних військ. Ця атака, яка згодом отримала назву атака Пікета, закінчилась для військ Конфедерації катастрофою: менше ніж за годину її війська втратили 6555 людей.

## Наслідки
За три дні армія генерала Лі втратила понад 23 тис. людей, а також близько третини всіх старших офіцерів, що серйозно підірвало її боєздатність.
Генерал Лі, очікуючи наступу противника, зайняв оборону. Однак втрати армії США також були значними (23055 людей), внаслідок чого Мід, порушивши наказ Лінкольна не атакував противника. Це дало змогу Лі відвести свою армію за річку Потомак.
Протягом всієї кампанії обидві сторони втратили понад 57 тис. людей.
Втрати Конфедерації серйозно підірвали її можливість продовжувати війну, спричинивши тим самим докорінний перелом у війні.

## Геттісберзька промова
19 листопада 1863 року при відкритті Національного солдатського кладовища у Геттісбурзі Президент США Авраам Лінкольн виголосив одну із найвідоміших промов в історії США — Геттісбурзьку промову. Повний її текст викарбуваний на п'єдесталі пам'ятника Лінкольну (Меморіал Лінкольна, Вашингтон).

## Пам'ять

### Поштові марки
До сторіччя Громадянської війни Департамент пошти США випустив 5 поштових марок, приурочивши їх до сторіччя найвідоміших битв.

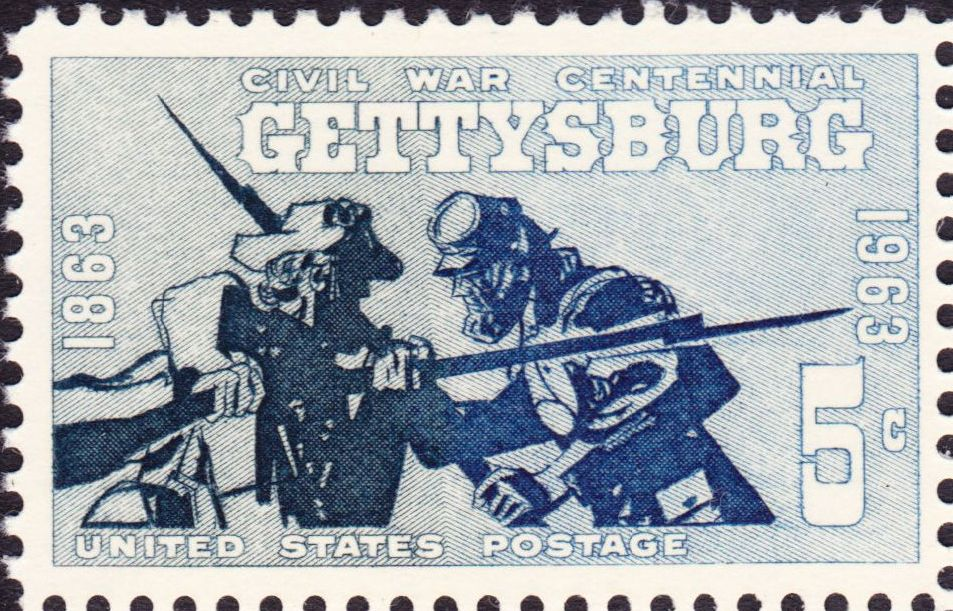
США 1963; Поштова марка, присвячена сторіччю Геттісбурзької битви